# Puyupatamarca
Puyupatamarca est un site inca situé au Pérou le long du chemin de l'Inca dans la vallée de l'Urubamba. Il est connu sous le nom de "ville entre la Niebla" (la ville au-dessus des nuages) en raison de son altitude d'environ 3 600 mètres.

## Description
Le site contient des ruines incas avec cinq petits bassins en pierre qui contiennent en permanence de l'eau courante fraîche durant la saison des pluies.

## Notes et références

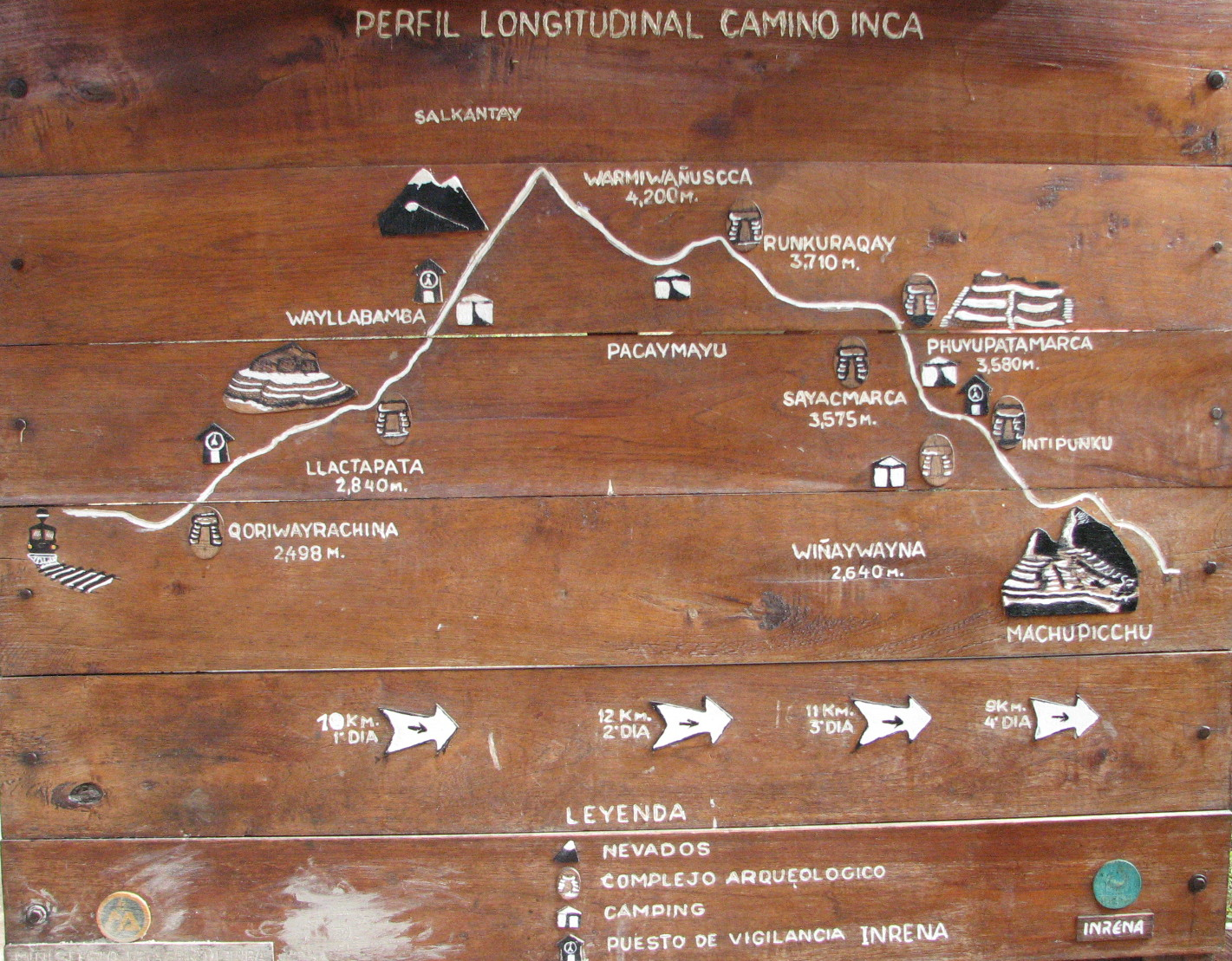
Localisation de Puyupatamarca sur le chemin de l'Inca.